# Królowe Czech

## Przemyślidzi

### Księżne Czech
- 874–888/891: Ludmiła Czeska (Svatá Ludmila), żona Borzywoja I, zm. ok. 15 września 921
- 906–921: Drahomira (Drahomíra ze Stodor), żona Wratysława I, zm. po 935
- 935–972: Biagota (Biagota), żona Bolesława I Srogiego
- ?–999: Emma (Emma), ok. 989 żona Bolesława II Pobożnego, zm. 1005/1006
- ?–?: Bożena, żona Oldrzycha
- 1034–1055: Judyta ze Schweinfurtu (Jitka ze Svinibrodu/ Babenberská), żona Brzetysława I, zm. 1058
- 1055–1061: Ida Wettyn (Ida Wettinská), żona Spitygniewa II, zm. po 1061
- 1061–1062: Adelajda (Adléta Uherská), pierwsza żona Wratysława II, zm. 1062

| Obraz | Imię                                 | Ojciec                 | Narodziny | Małżeństwo                          | Początek panowania                  | Koniec panowania | Śmierć          | Mąż          |
| ----- | ------------------------------------ | ---------------------- | --------- | ----------------------------------- | ----------------------------------- | ---------------- | --------------- | ------------ |
|       | Świętosława Swatawa (Svatava Polská) | Kazimierz I Odnowiciel | 1046-1048 | 1062 od 1085 pierwsza królowa Czech | 1062 od 1085 pierwsza królowa Czech | 14 stycznia 1092 | 1 września 1126 | Wratysław II |

- 1092: Wirpirka von Tengling (Virpirka z Tenglingu), żona Konrada I
- 1094–1100: Ludgarda von Bogen (Lukarta z Bogenu), żona Brzetysława II
- 1100–1007: Helbirga Babenberg (Helbirga Babenberská), żona Borzywoja II, zm. 1142
- 1111–1117: Rycheza z Bergu (Richenza z Bergu), żona Władysława I, zm. 1125
- 1117–1120: Helbirga Babenberg (Helbirga Babenberská), żona Borzywoja II, zm. 1142
- 1120–1125: Rycheza z Bergu (Richenza z Bergu), żona Władysława I, zm. 1125
- 1125–1140: Adelajda (Adleyta Arpádovna), żona Sobiesława I, zm. 1140
- 1140–1150: Gertruda Babenberg (Gertruda Babenberská), pierwsza żona Władysława II, zm. 1150

| Obraz | Imię                              | Ojciec            | Narodziny | Małżeństwo                       | Początek panowania               | Koniec panowania | Śmierć  | Mąż                      |
| ----- | --------------------------------- | ----------------- | --------- | -------------------------------- | -------------------------------- | ---------------- | ------- | ------------------------ |
|       | Judyta Turyńska (Judita Durynská) | Ludwik I Turyński | po 1135   | 1153 od 1158 druga królowa Czech | 1153 od 1158 druga królowa Czech | 1172             | po 1174 | Władysław II Przemyślida |

- 1172–1173: Elżbieta (Alžběta Uherská), żona Fryderyka, zm. po 1189
- 1173/7–1178: Elżbieta Mieszkówna (Eliška Polská), żona Sobiesława II, zm. 1209
- 1178–1189: Elżbieta (Alžběta Uherská), żona Fryderyka, zm. po 1189
- 1189–1191: Hellicha Wittelsbach (Hellicha z Wittelsbachu), żona Konrada II Otto, zm. po 1198

### Królowe Czech
| Obraz | Imię                                          | Ojciec                 | Narodziny       | Małżeństwo           | Początek panowania   | Koniec panowania | Śmierć               | Mąż                  |
| ----- | --------------------------------------------- | ---------------------- | --------------- | -------------------- | -------------------- | ---------------- | -------------------- | -------------------- |
|       | Adelajda Miśnieńska (Adléta Míšeňská)         | Otto Bogaty            | 1160+           | 1178                 | 1198                 | 1199             | 2 lutego 1211        | Przemysł Ottokar I   |
|       | Konstancja (Konstancie Uherská)               | Bela III               | 1181            | 1199                 | 1199                 | 1230             | 6 grudnia 1240       | Przemysł Ottokar I   |
|       | Kunegunda szwabska (Kunhuta Švábská/Štaufská) | Filip Szwabski         | 1200            | 1224                 | 1230                 | 13 września 1248 | 13 września 1248     | Wacław I Przemyślida |
|       | Małgorzata Babenberg (Markéta Babenberská)    | Leopold VI Sławny      | 1204            | luty 1252            | 1253                 | 1260 rozwód      | 29 października 1266 | Przemysł Ottokar II  |
|       | Kunegunda Halicka (Kunhuta Haličská/Uherská)  | Rościsław Michajłowicz | 1245            | 25 października 1261 | 25 października 1261 | 1278             | 9 września 1285      | Przemysł Ottokar II  |
|       | Guta von Habsburg (Guta Habsburská)           | Rudolf I Habsburg      | 13 marca 1271   | 24 stycznia 1285     | 24 stycznia 1285     | 18 czerwca 1297  | 18 czerwca 1297      | Wacław II            |
|       | Ryksa Elżbieta (Eliška Rejčka)                | Przemysł II            | 1 września 1286 | 1300                 | 1303                 | 1305             | 18 października 1335 | Wacław II            |
|       | Wiola Elżbieta cieszyńska (Viola Těšínská)    | Mieszko cieszyński     | ok. 1290        | 1305                 | 1305                 | 1306             | 21 września 1317     | Wacław III           |

## Habsburgowiei dynastia karyncka, 1306-1310
| Obraz | Imię                                 | Ojciec      | Narodziny            | Małżeństwo | Początek panowania | Koniec panowania | Śmierć               | Mąż               |
| ----- | ------------------------------------ | ----------- | -------------------- | ---------- | ------------------ | ---------------- | -------------------- | ----------------- |
|       | Ryksa Elżbieta (Eliška Rejčka)       | Przemysł II | 1 września 1286      | 1306       | 1306               | 1307             | 18 października 1335 | Rudolf I Habsburg |
|       | Anna Przemyślidka (Anna Přemyslovna) | Wacław II   | 10 października 1290 | 1306       | 1306/7             | 1310             | 3 września 1313      | Henryk Karyncki   |

## Luksemburgowie, 1310-1437
| Obraz | Imię                                       | Ojciec                | Narodziny        | Małżeństwo                                                      | Początek panowania                                              | Koniec panowania  | Śmierć           | Mąż                    |
| ----- | ------------------------------------------ | --------------------- | ---------------- | --------------------------------------------------------------- | --------------------------------------------------------------- | ----------------- | ---------------- | ---------------------- |
|       | Elżbieta Przemyślidka (Eliška Přemyslovna) | Wacław II             | 20 stycznia 1292 | 1 września 1310 w katedrze w Spirze / Królowa od 9 grudnia 1310 | 1 września 1310 w katedrze w Spirze / Królowa od 9 grudnia 1310 | 28 września 1330  | 28 września 1330 | Jan Luksemburski       |
|       | Beatrycze Burbońska (Beatrice Bourbonská)  | Ludwik Burbon         | ok. 1315-16      | grudzień 1334                                                   | grudzień 1334                                                   | 26 sierpnia 1346  | 23 grudnia 1383  | Jan Luksemburski       |
|       | Blanka de Valois (Blanka z Valois)         | Karol Walezjusz       | 1316             | 15 maja 1323 w Paryżu                                           | 26 sierpnia 1346                                                | 1 sierpnia 1348   | 1 sierpnia 1348  | Karol IV Luksemburski  |
|       | Anna Wittelsbach (Anna Falcká)             | Rudolf II Wittelsbach | 26 września 1329 | 4 (11) marca 1349 w Bacharach                                   | 4 (11) marca 1349 w Bacharach                                   | 2 lutego 1353     | 2 lutego 1353    | Karol IV Luksemburski  |
|       | Anna świdnicka (Anna Svídnická)            | Henryk II świdnicki   | 1339             | 27 maja 1353 w Budzie                                           | 27 maja 1353 w Budzie                                           | 11 lipca 1362     | 11 lipca 1362    | Karol IV Luksemburski  |
|       | Elżbieta pomorska (Alžběta Pomořanská)     | Bogusław V            | 1347             | 21 maja 1363 na Zamku Królewskim na Wawelu                      | 21 maja 1363 na Zamku Królewskim na Wawelu                      | 29 listopada 1378 | 14 lutego 1393   | Karol IV Luksemburski  |
|       | Joanna Bawarska (Jana Bavorská)            | Albrecht I Bawarski   | ok. 1356         | 29 września 1370 w Norymberdze                                  | 10 czerwca 1376                                                 | 31 grudnia 1386   | 31 grudnia 1386  | Wacław IV Luksemburski |
|       | Zofia Bawarska (Žofie Bavorská)            | Jan II                | 1376             | 2 maja 1389                                                     | 2 maja 1389                                                     | 16 sierpnia 1419  | 26 września 1425 | Wacław IV Luksemburski |
|       | Barbara Cylejska (Barbora Cellská)         | Hermann II Cylejski   | ok. 1393         | 1408                                                            | 16 sierpnia 1419                                                | 9 grudnia 1437    | 11 lipca 1451    | Zygmunt Luksemburski   |

## Habsburgowie, 1438-1457 iPodiebradowie1457-1471
| Obraz | Imię                                        | Ojciec                   | Narodziny | Małżeństwo | Początek panowania                      | Koniec panowania                     | Śmierć            | Mąż                 |
| ----- | ------------------------------------------- | ------------------------ | --------- | ---------- | --------------------------------------- | ------------------------------------ | ----------------- | ------------------- |
|       | Elżbieta Luksemburska (Alžběta Lucemburská) | Zygmunt Luksemburski     | 1409      | 1422       | 1438 koronacja małżonka                 | 27 października 1439 śmierć małżonka | 25 grudnia 1442   | Albrecht I          |
|       | Joanna z Rožmitálu (Johana z Rožmitálu)     | Jaroslav Lew z Rožmitálu | ok. 1430  | 1450       | 7 maja 1457 wstąpienie na tron małżonka | 22 marca 1471                        | 12 listopada 1475 | Jerzy z Podiebradów |

## Jagiellonowie, 1471–1526
| Obraz | Imię                                         | Ojciec                    | Narodziny         | Małżeństwo          | Początek panowania  | Koniec panowania                                                 | Śmierć               | Mąż                        |
| ----- | -------------------------------------------- | ------------------------- | ----------------- | ------------------- | ------------------- | ---------------------------------------------------------------- | -------------------- | -------------------------- |
|       | Barbara Hohenzollern (Barbora Braniborská)   | Albrecht III Achilles     | 30 maja 1464      | 20 sierpnia 1476    | 20 sierpnia 1476    | 1491 rozwód                                                      | 4 września 1515      | Władysław II Jagiellończyk |
|       | Beatrycze Aragońska (Beatrix Neapolská)      | Ferdynand I               | 16 listopada 1457 | 4 października 1490 | 4 października 1490 | 7 kwietnia 1500 Małżeństwo anulowane przez papieża Aleksandra VI | 23 września 1508     | Władysław II Jagiellończyk |
|       | Anna de Foix-Candale (Anna z Foix a Candale) | Gaston II de Foix-Candale | 1484              | 29 września 1502    | 29 września 1502    | 26 lipca 1506                                                    | 26 lipca 1506        | Władysław II Jagiellończyk |
|       | Maria Habsburżanka (Marie Habsburská)        | Filip I Piękny            | 18 września 1505  | 13 stycznia 1522    | 13 stycznia 1522    | 29 sierpnia 1526 śmierć małżonka                                 | 18 października 1558 | Ludwik I Jagiellończyk     |

## Habsburgowie, 1526–1618
| Obraz | Imię                                | Ojciec                     | Narodziny           | Małżeństwo       | Początek panowania                           | Koniec panowania                     | Śmierć           | Mąż                    |
| ----- | ----------------------------------- | -------------------------- | ------------------- | ---------------- | -------------------------------------------- | ------------------------------------ | ---------------- | ---------------------- |
|       | Anna Jagiellonka (Anna Jagellonská) | Władysław II Jagiellończyk | 23 lipca 1503       | 25 maja 1521     | 29 sierpnia 1526 wstąpienie na tron małżonka | 27 stycznia 1547                     | 27 stycznia 1547 | Ferdynand I Habsburg   |
|       | Maria Hiszpańska (Marie Španělská)  | Karol V Habsburg           | 21 czerwca 1528     | 13 września 1548 | września 1563 wstąpienie na tron małżonka    | 12 października 1576 śmierć małżonka | 26 lutego 1603   | Maksymilian I Habsburg |
|       | Anna Tyrolska (Anna Tyrolská)       | Ferdynand II Habsburg      | 4 października 1585 | 4 grudnia 1611   | 4 grudnia 1611                               | 14 grudnia 1618                      | 14 grudnia 1618  | Maciej II              |

## Wittelsbachowie, 1618-1620
| Obraz | Imię                                 | Ojciec         | Urodziny         | Małżeństwo     | Początek panowania                           | Koniec panowania                 | Śmierć         | Mąż        |
| ----- | ------------------------------------ | -------------- | ---------------- | -------------- | -------------------------------------------- | -------------------------------- | -------------- | ---------- |
|       | Elżbieta Stuart (Alžběta Stuartovna) | Jakub I Stuart | 19 sierpnia 1596 | 14 lutego 1613 | 26 sierpnia 1619 wstąpienie na tron małżonka | 9 November 1620 ucieczka z Czech | 13 lutego 1662 | Fryderyk V |

## Habsburgowie, 1622–1740
| Obraz | Imię                                                                       | Ojciec                    | Narodziny                       | Małżeństwo           | Początek panowania                           | Koniec panowania                     | Śmierć           | Mąż                    |
| ----- | -------------------------------------------------------------------------- | ------------------------- | ------------------------------- | -------------------- | -------------------------------------------- | ------------------------------------ | ---------------- | ---------------------- |
|       | Eleonora Gonzaga (Eleonora Mantovská)                                      | Wincenty I Gonzaga        | 23 września 1598                | 4 lutego 1622        | 4 lutego 1622                                | 15 lutego 1637 śmierć małżonka       | 27 czerwca 1655  | Ferdynand II Habsburg  |
|       | Maria Anna Habsburg (Marie Anna Španělská)                                 | Filip III Habsburg        | 18 sierpnia 1606                | 20 lutego 1631       | 20 lutego 1631                               | 13 maja 1646                         | 13 maja 1646     | Ferdynand III Habsburg |
|       | Maria Leopoldyna Austriaczka (Marie Leopoldina Tyrolská)                   | Leopold V Habsburg        | 6 kwietnia 1632                 | 2 lipca 1648         | 2 lipca 1648                                 | 7 sierpnia 1649                      | 7 sierpnia 1649  | Ferdynand III Habsburg |
|       | Eleonora Gonzaga (Eleonora Mantovská)                                      | Karol II Gonzaga          | 18 listopada 1630               | 30 kwietnia 1651     | 30 kwietnia 1651                             | 2 kwietnia 1657 śmierć małżonka      | 6 grudnia 1686   | Ferdynand III Habsburg |
|       | Małgorzata Teresa Habsburżanka (Markéta Tereza Habsburská)                 | Filip IV Habsburg         | 12 lipca 1651                   | 12 grudnia 1666      | 12 grudnia 1666                              | 12 marca 1673                        | 12 marca 1673    | Leopold I Habsburg     |
|       | Klaudia Felicyta Habsburg (Klaudie Felicitas Tyrolská)                     | Ferdynand Karol Habsburg  | 30 maja 1653                    | 15 października 1673 | 15 października 1673                         | 8 kwietnia 1676                      | 8 kwietnia 1676  | Leopold I Habsburg     |
|       | Eleonora Magdalena von Pfalz-Neuburg (Eleonora Magdalena Falcko-Neuburská) | Filip Wilhelm Wittelsbach | 6 stycznia 1655                 | 14 grudnia 1676      | 14 grudnia 1676                              | 5 maja 1705 śmierć małżonka          | 19 stycznia 1720 | Leopold I Habsburg     |
|       | Wilhelmina Amalia Brunszwicka (Amálie Vilemína Brunšvická)                 | Jan Fryderyk              | 21 kwietnia 1673                | 24 lutego 1699       | 24 lutego 1699                               | 17 kwietnia 1711 śmierć małżonka     | 10 kwietnia 1742 | Józef I Habsburg       |
|       | Elżbieta Krystyna z Brunszwiku-Wolfenbüttel (Alžběta Kristýna Brunšvická)  | Ludwik Rudolf             | 28 sierpnia (28 września?) 1691 | 1 sierpnia 1708      | 17 kwietnia 1711 wstąpienie na tron małżonka | 20 października 1740 śmierć małżonka | 21 grudnia 1750  | Karol II               |

## Wittelsbachowie, 1741-1743
| Obraz | Imię                                            | Ojciec           | Narodziny            | Małżeństwo          | Początek panowania       | Koniec panowania                 | Śmierć          | Mąż       |
| ----- | ----------------------------------------------- | ---------------- | -------------------- | ------------------- | ------------------------ | -------------------------------- | --------------- | --------- |
|       | Maria Amalia Habsburg (Marie Amálie Habsburská) | Józef I Habsburg | 22 października 1701 | 5 października 1722 | 9 grudnia 1741 koronacja | 20 stycznia 1745 śmierć małżonka | 11 grudnia 1756 | Karol III |

## Dom Habsbursko-Lotaryński, 1743–1918
| Obraz | Imię                           | Ojciec                          | Narodziny         | Małżeństwo           | Początek panowania                            | Koniec panowania                    | Śmierć            | Mąż                     |
| ----- | ------------------------------ | ------------------------------- | ----------------- | -------------------- | --------------------------------------------- | ----------------------------------- | ----------------- | ----------------------- |
|       | Maria Teresa (Marie Terezie)   | Karol II                        | 13 maja 1717      | 12 lutego 1736       | 1743                                          | 29 listopada 1780                   | 29 listopada 1780 | Franciszek I Lotaryński |
|       | Maria Ludwika Burbon           | Karol III Hiszpański            | 24 listopada 1745 | 16 lutego 1764       | 20 lutego 1790 wstąpienie na tron małżonka    | 1 marca 1792 śmierć małżonka        | 15 maja 1792      | Leopold II Habsburg     |
|       | Maria Teresa Burbon-Sycylijska | Ferdynand I Burbon              | 6 czerwca 1772    | 15 sierpnia 1790     | 1 marca 1792 wstąpienie na tron małżonka      | 13 kwietnia 1807                    | 13 kwietnia 1807  | Franciszek II Habsburg  |
|       | Maria Ludwika Habsburg-Este    | Ferdynand Habsburg              | 14 grudnia 1787   | 6 stycznia 1808      | 6 stycznia 1808                               | 7 kwietnia 1816                     | 7 kwietnia 1816   | Franciszek II Habsburg  |
|       | Karolina Augusta Wittelsbach   | Maksymilian I Józef Wittelsbach | 8 lutego 1792     | 29 października 1816 | 29 października 1816                          | 28 września 1830                    | 9 lutego 1873     | Franciszek II Habsburg  |
|       | Maria Anna Sabaudzka           | Wiktor Emanuel I                | 19 września 1803  | 12 lutego 1831       | 12 lutego 1831                                | 2 grudnia 1848 abdykacja małżonka   | 4 maja 1884       | Ferdynand V Habsburg    |
|       | Elżbieta Bawarska              | Maksymilian Bawarski            | 24 grudnia 1837   | 24 kwietnia 1854     | 24 kwietnia 1854                              | 10 września 1898                    | 10 września 1898  | Franciszek Józef I      |
|       | Zyta Burbon-Parmeńska          | Robert I Parmeński              | 9 maja 1892       | 13 czerwca 1911      | 21 listopada 1916 wstąpienie na tron małżonka | 11 listopada 1918 wygnanie małżonka | 14 marca 1989     | Karol IV Habsburg       |